# Ylva Stålnacke
Ylva Stålnacke (* 17. September 1992 in Kiruna; auch Staalnacke) ist eine ehemalige schwedische Skirennläuferin. Ihre Spezialdisziplinen waren der Slalom und der Riesenslalom. Sie erzielte einzelne Erfolge im alpinen Europacup und wurde 2015 schwedische Riesenslalom-Meisterin.

## Biografie
Stålnacke absolvierte im Dezember 2007 als 15-Jährige in Arvidsjaur ihr erstes FIS-Rennen. Der erste Sieg auf dieser Stufe gelang ihr im März 2010 in Luleå. Nachdem sie mittlerweile sechs FIS-Rennen gewonnen hatte, debütierte sie am 1. März 2011 in Zakopane bei einem Slalom im Europacup. Trotz ihres vielversprechenden Talents nahm sie nie an Juniorenweltmeisterschaften, dem European Youth Olympic Festival oder ähnlichen Wettbewerben teil. Ihr Debüt im Weltcup folgte am 16. November 2013 beim Slalom von Levi, bei dem sie im ersten Lauf ausschied. Anderthalb Monate später gelang ihr am 7. Januar 2014 der erste Sieg in einem Europacup-Rennen, einem Riesenslalom in Zinal. Schließlich erreichte sie am Saisonende den siebten Platz in der Europacup-Gesamtwertung und den ersten Rang in der Riesenslalomwertung. Mit diesen Leistungen sicherte sie sich einen Weltcup-Fixstartplatz. Zu Beginn der Saison 2014/2015 nahm Stålnacke erstmals auch am Nor-Am Cup teil. Mitte Dezember 2014 gelangen ihr in Valtournenche zwei Siege in Europacup-Riesenslaloms. Den Winter konnte sie als Zweitplatzierte sowohl der Gesamt- als auch der Riesenslalomwertung dieser Serie abschließen. Ende März 2015 gewann sie den schwedischen Riesenslalom-Meistertitel.
Von Verletzungen überschattet war die darauf folgende Saison 2015/2016. Ende November zog sich Stålnacke beim Riesenslalom-Training in Aspen einen Kahnbeinbruch in der rechten Hand zu. Sie musste operiert werden, konnte aber bereits kurze Zeit später wieder trainieren. Zwei Wochen nach dem Zwischenfall fuhr sie im Europacup-Slalom von Trysil auf den zweiten Platz. Am 27. Dezember 2015, erneut im Training vor einem Weltcuprennen, erlitt sie in Lienz einen Abriss des vorderen Kreuzbands im Knie und verpasste den Rest der Saison. Am 5. Dezember 2016 gab Stålnacke beim Europacup-Slalom in Trysil ihr Comeback. Zweieinhalb Monate später konnte sie am 15. Februar 2017 erstmals nach ihrer Verletzung wieder ein FIS-Rennen. Im März 2017 bestritt sie mehrere Rennen des Far East Cup, von denen sie drei gewinnen konnte.
Am 3. Januar 2018 erreichte Stålnacke beim Slalom von Zagreb erstmals den zweiten Durchgang eines Weltcuprennens, konnte diesen auch beenden und platzierte sich letztlich auf dem 17. Rang, In diesem Winter blieb dies ihr einziges Ergebnis in den Weltcuppunkte, konnte aber dennoch an den Olympischen Winterspielen 2018 in Pyeongchang teilnehmen, wo sie im Riesenslalom den 14. Platz erreichte. Erfolgreicher war sie in der Weltcupsaison 2018/19 mit sechs Platzierungen in den Punkterängen. Am 29. Dezember 2018 erzielte sie das beste Weltcupergebnis ihrer Karriere, als sie beim Slalom von Lienz auf Platz 14 fuhr. Im Winter 2019/20 klassierte sie sich noch zweimal unter den besten 30. Ende Januar 2020 gab Stålnacke ihren Rücktritt vom Spitzensport bekannt.

## Erfolge

### Weltmeisterschaften
- Åre 2019: 14. Riesenslalom

### Weltcup
- 3 Platzierungen unter den besten 20

### Weltcupwertungen
| Saison  | Gesamt | Gesamt | Riesenslalom | Riesenslalom | Slalom | Slalom |
| Saison  | Platz  | Punkte | Platz        | Punkte       | Platz  | Punkte |
| ------- | ------ | ------ | ------------ | ------------ | ------ | ------ |
| 2017/18 | 112.   | 14     | –            | –            | 47.    | 14     |
| 2018/19 | 81.    | 50     | 56.          | 4            | 34.    | 46     |
| 2019/20 | 108.   | 12     | –            | –            | 44     | 12     |

### Europacup
- Saison 2013/14: 7. Gesamtwertung, 1. Riesenslalomwertung
- Saison 2014/15: 2. Gesamtwertung, 2. Riesenslalomwertung
- Saison 2018/19: 6. Gesamtwertung, 3. Riesenslalomwertung, 9. Slalomwertung
- 17 Podestplätze, davon 5 Siege:

| Datum             | Ort           | Land     | Disziplin    |
| ----------------- | ------------- | -------- | ------------ |
| 7. Januar 2014    | Zinal         | Schweiz  | Riesenslalom |
| 18. Dezember 2014 | Valtournenche | Italien  | Riesenslalom |
| 19. Dezember 2014 | Valtournenche | Italien  | Riesenslalom |
| 3. Dezember 2018  | Trysil        | Norwegen | Slalom       |
| 22. Januar 2019   | Zinal         | Schweiz  | Riesenslalom |

### Far East Cup
- Saison 2016/2017: 10. Gesamtwertung, 6. Slalomwertung
- 3 Siege:

| Datum         | Ort     | Land  | Disziplin |
| ------------- | ------- | ----- | --------- |
| 5. März 2017  | Sapporo | Japan | Slalom    |
| 9. März 2017  | Engaru  | Japan | Slalom    |
| 10. März 2017 | Engaru  | Japan | Slalom    |

### Australia New Zealand Cup
- Saison 2017: 8. Gesamtwertung, 7. Riesenslalomwertung, 8. Slalomwertung

### Sonstige Erfolge
- 1 schwedischer Meistertitel (Riesenslalom 2015)
- 24 Siege in FIS-Rennen